# Władimir Romanowski
Władimir Zacharewicz Romanowski (ros. Владимир Захарович Романовский, ur. 18 czerwca?/30 czerwca 1896 w Wieszałowce, zm. 5 września 1967 w Moskwie) – radziecki wojskowy, generał pułkownik.

## Życiorys
Urodził się we wsi Wieszałowka w obwodzie lipieckim w rodzinie chłopskiej.
W 1915 roku powołany do armii carskiej. Brał udział w I wojnie światowej, starszy podoficer, dowódca plutonu w 8 pułku piechoty, na froncie rumuńskim.
W 1918 roku wstąpił do Armii Czerwonej, brał w walkach na Froncie Zachodnim i Froncie Południowym przeciwko oddziałom białogwardyjskim. Kolejno dowódca kompanii, batalionu i komisarz pociągu pancernego. W latach 1922 – 1924 dowódca i komisarz specjalnego oddziału do walki z powstańcami na terenie Jakucji. 
Po zakończeniu walk instruktor oddziałów specjalnych okręgu kołymskiego, politruk 3 Wierchoudińskiego Pułku Strzeleckiego. W latach 1925 – 1929 sekretarz komitetu partyjnego 1 Dywizji Strzeleckiej. Od kwietnia 1930 roku komisarz 105 Pułku Strzeleckiego Leningradzkiego Okręgu Wojskowego. 
W 1931 roku ukończył kurs oficerów politycznych przy Wojskowej Akademii Politycznej. Następnie dowódca 10 i 11 turkmeńskich pułków strzeleckich. W 1935 roku ukończył Akademię Wojskową im. Frunzego. Od czerwca 1937 był komendantem Moskiewskiej Szkoły Wojskowej im. WCIK. Od kwietnia 1938 roku zastępca dowódcy 2 Samodzielnej Armii stacjonującej na Dalekim Wschodzie, od czerwca 1940 roku dowódca 10 Armii a od marca 1941 roku zastępca dowódcy Nadwołżańskiego Okręgu Wojskowego. 
W czerwcu 1941 roku został dowódcą Archangielskiego Okręgu Wojskowego, którym dowodził do kwietnia 1942 roku, zajmując się formowaniem nowych jednostek.
W kwietniu 1942 roku został zastępcą a maju dowódcą 1 Armii Uderzeniowej. Uczestniczyła ona w walkach na Froncie Północno-Zachodnim. W dniu 2 grudnia 1942 roku został dowódcą 2 Armii Uderzeniowej, którą dowodził do 23 grudnia 1943 roku. Brał udział w walkach na Froncie Wołchowskim. 
W styczniu 1944 roku został zastępcą dowódcy 4 Frontu Ukraińskiego. Od 14 do 24 marca 1944 roku dowódca 42 Armii, a następnie 67 Armii na Froncie Leningradzkim, później 3 Froncie Nadbałtyckim.
W dniu 6 marca 1945 roku został dowódcą 19 Armii, którą dowodził do końca wojny. Brał udział w walkach na 2 Froncie Białoruskim, dowodząc tą armią m.in. w czasie walk o Gdynię oraz w czasie walk o wyspy Wolin i Uznam.
Po zakończeniu wojny dowódca Woroneskiego Okręgu Wojskowego, od kwietnia 1946 roku dowódca 4 Gwardyjskiej Armii Centralnej Grupy Wojsk. Kolejno: od kwietnia 1948 roku dowódca Północnokaukaskiego Okręgu Wojskowego, od czerwca 1949 roku dowódca Dońskiego Okręgu Wojskowego. W 1948 roku ukończył kurs Akademii Wojskowej Sztabu Generalnego.
Od stycznia 1952 roku w szkolnictwie wojskowym, kolejno: szef Wyższych Akademickich Kursów Wojskowych, od października 1957 roku szef wydziału w Akademii Wojskowej im. Frunzego. 
W 1959 roku przeniesiony do rezerwy. Mieszkał w Moskwie, gdzie zmarł. Pochowany na Cmentarzu Nowodziewiczym w Moskwie.

## Awanse
- generał porucznik[2]
- generał pułkownik (1945)

## Odznaczenia
- Order Lenina
- Order Czerwonego Sztandaru (sześciokrotnie)
- Order Suworowa I klasy
- Order Kutuzowa I klasy (dwukrotnie)
- Order Suworowa II klasy